# Elisabet Delgado Cazorla
Elisabet Delgado Cazorla (Sabadell, Vallès Occidental, 16 de juny de 1975) és una taekwondista catalana.
Nascuda a Sabadell, en el si d'una família afeccionada a l'esport, de ben petita ja va seguir els passos del seu germà i es va iniciar en el taekwondo. Formada al Club Su-Ba-Lee, amb quinze anys esdevingué la taekwondista més jove que guanyà el Campionat del Món a Atenes el 1991, i també a la 5a Copa del Món a Zagreb, a Croàcia, aquell mateix any, dins de la categoria de pes minimosca. En la seva participació als Jocs Olímpics de Barcelona de 1992 assolí la medalla d'or. També fou tres vegades subcampiona del món els anys 1993, 1996 i 1997, i aconseguí una medalla de bronze el 1997. Guanyà també la medalla de plata a la Copa del Món l'any 1999, i es proclamà dues vegades campiona d'Europa sènior els anys 1992 i 1994, i una en categoria júnior el 1992. També assolí la medalla de bronze a la Copa d'Europa del 1997. Es proclamà vuit vegades campiona estatal sènior entre els anys 1992 i 1995,i entre el 1997 i el 2000, i un cop campiona júnior el 1991. Integrà la selecció espanyola el 1991.
L'any 2017 va participar, al costat dels també sabadellencs olímpics Josep Molins i Montes i Josep Picó, en un acte d'homenatge i record a la seva ciutat nadal, Sabadell, com a subseu olímpica en els Jocs Olímpics del 1992 que es van celebrar a Barcelona. Ha estat nomenada esportista català de l'any el 1997 i guardonada quatre vegades com a millor esportista de Sabadell, els anys 1991, 1992, 1994 i 1997.

## Palmarès
- 1 medalla d'or als Campionats del Món de Taekwondo: 1991
- 3 medalles d'argent als Campionats del Món de Taekwondo: 1993, 1996, 1997
- 1 medalla de bronze als Campionats del Món de Taekwondo: 1997
- 2 medalles d'or als Campionats d'Europa de Taekwondo: 1992, 1994
- 8 Campionats d'Espanya de taekwondo: 1992, 1993. 1994. 1995, 1997, 1998, 1999, 2000